# Gongyi-Brennofen
Der Gongyi-Brennofen (chinesisch 巩义窑, Pinyin Gǒngyì yáo, englisch Gongyi kiln) oder Huangye-Brennofen (黄冶窑,  Huángyě yáo, englisch Huangye Kiln) war eine Keramik-Brennofenstätte auf dem Gebiet der kreisfreien Stadt Gongyi im Verwaltungsgebiet der bezirksfreien Stadt Zhengzhou in der chinesischen Provinz Henan. Die 1957 entdeckte Stätte ist bekannt für ihre Dreifarben-Keramik (sancai) aus der Zeit der Tang-Dynastie (617/18-907).
Die Stätte des Gongyi-Brennofens steht seit 2001 auf der Liste der Denkmäler der Volksrepublik China (5-76).